# Мирбо-сюр-Без
Мирбо́-сюр-Без (фр. Mirebeau-sur-Bèze) — коммуна во Франции, находится в регионе Бургундия. Департамент коммуны — Кот-д’Ор. Входит в состав кантона Мирбо-сюр-Без. Округ коммуны — Дижон.
Код INSEE коммуны — 21416.

## Население
Население коммуны на 2010 год составляло 1977 человек.
| 1962 | 1968 | 1975 | 1982 | 1990 | 1999 | 2010 |
| ---- | ---- | ---- | ---- | ---- | ---- | ---- |
| 889  | 1004 | 1107 | 1426 | 1464 | 1573 | 1977 |

## Экономика
В 2010 году среди 1192 человек трудоспособного возраста (15—64 лет) 899 были экономически активными, 293 — неактивными (показатель активности — 75,4 %, в 1999 году было 73,6 %). Из 899 активных жителей работали 810 человек (408 мужчин и 402 женщины), безработных было 89 (46 мужчин и 43 женщины). Среди 293 неактивных 109 человек были учениками или студентами, 120 — пенсионерами, 64 были неактивными по другим причинам.